# Lampria ichneumom
Lampria ichneumom är en tvåvingeart som först beskrevs av Osten Sacken 1887.  Lampria ichneumom ingår i släktet Lampria och familjen rovflugor.
Artens utbredningsområde är Guatemala. Inga underarter finns listade i Catalogue of Life.